# Долње Наштице
Долње Наштице (слч. Dolné Naštice) насељено је мјесто са административним статусом сеоске општине (слч. obec) у округу Бановце на Бебрави, у Тренчинском крају, Словачка Република.

## Становништво
| Година:    | 1994. | 2004.   | 2014.    | 2024.   |
| ---------- | ----- | ------- | -------- | ------- |
| Број људи: | 425   | 433     | 556      | 596     |
| Разлика:   |       | +1,88 % | +28,40 % | +7,19 % |

| Година:    | 2023. | 2024.   |
| ---------- | ----- | ------- |
| Број људи: | 602   | 596     |
| Разлика:   |       | -0,99 % |

Према подацима о броју становника из 2011. године насеље је имало 470 становника.